# Marcin Kromer

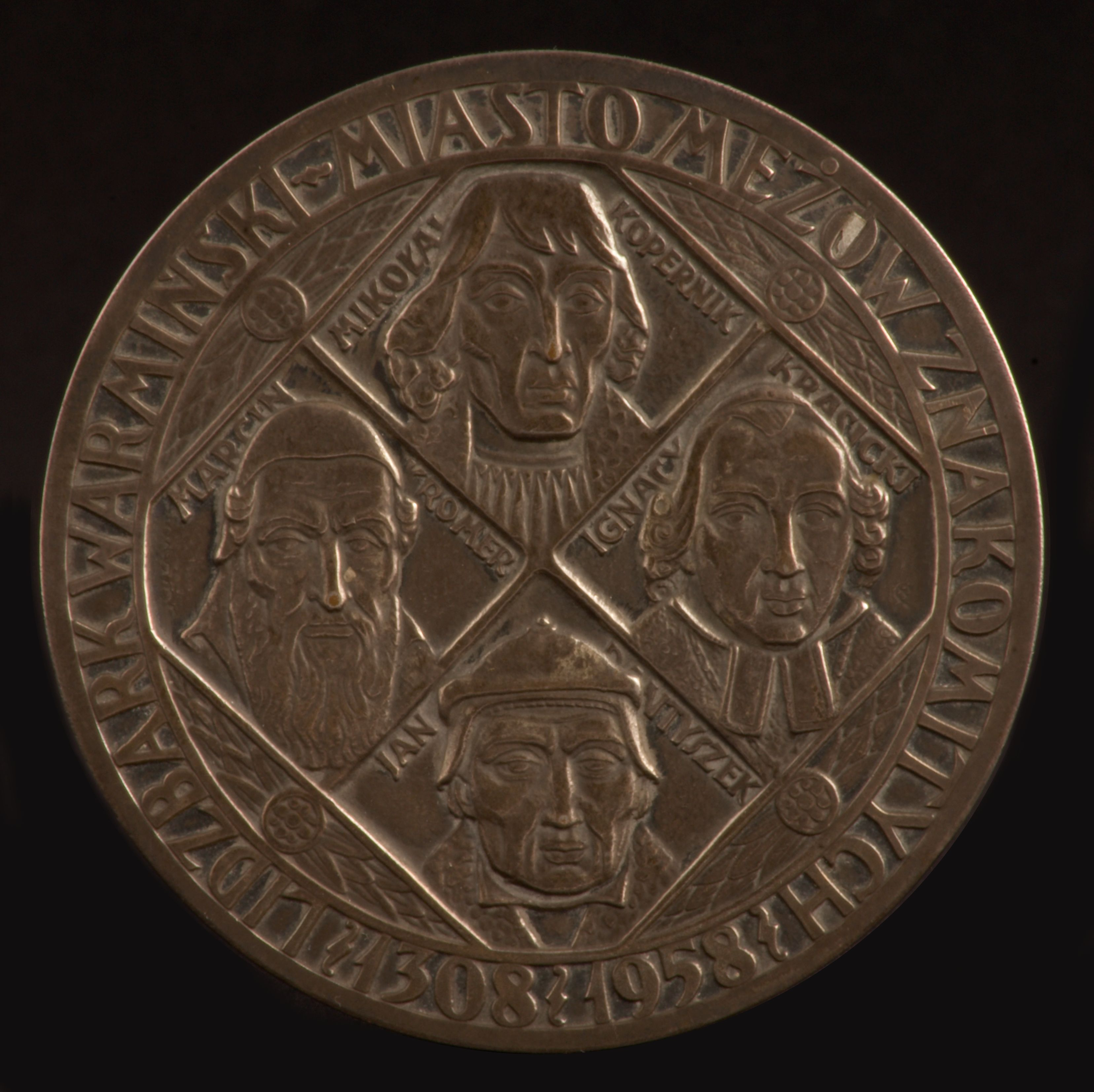
Medal Lidzbark Warmiński – miasto mężów znakomitych z wizerunkiem m.in. Marcina Kromera (proj. J. Gosławski, 1958)

Marcin Kromer herbu Kromer (ur. 11 listopada 1512 w Bieczu, zm. 23 marca 1589 w Lidzbarku Warmińskim) – humanista, historyk i pisarz okresu renesansu, teoretyk muzyki, dyplomata; od 1579 biskup warmiński, kustosz sandomierski, kanonik krakowski, wiślicki, kielecki i warmiński,  jeden z przywódców polskiej kontrreformacji, pisał po polsku i po łacinie, sekretarz króla Zygmunta I Starego od 1544 roku, przedstawiciel dyplomatyczny Królestwa Polski w Państwie Kościelnym w 1548 roku.

## Życiorys
Marcin Kromer urodził się w spolonizowanej rodzinie mieszczanina Grzegorza i szlachcianki Agnieszki z Czermińskich. Ukończył szkołę parafialną w Bieczu, a następnie studiował w Akademii Krakowskiej (1528–1530). Po uzyskaniu tytułu bakałarza pozostał w Krakowie. W latach 1533–1537 pracował w kancelarii królewskiej. W latach 1537–1539 studiował we Włoszech: w Padwie i Bolonii. W roku 1540 wrócił do Polski jako doktor obojga praw, by zostać sekretarzem arcybiskupa krakowskiego Piotra Gamrata.
W 1542 roku przyjął święcenia kapłańskie. W latach 1543–1544 pełnił funkcję posła arcybiskupa do Rzymu, w 1544 roku otrzymał kanonię krakowską.
W 1544 roku został sekretarzem królewskim Zygmunta I Starego i bliskim współpracownikiem podkanclerzego (i późniejszego kanclerza wielkiego koronnego) Samuela Maciejowskiego.
Zajmował się sprawami pruskimi i jako znawca tej prowincji otrzymał w 1551 roku kanonię warmińską. W 1552 roku za prace historyczne o Polsce otrzymał od króla nobilitację. W latach 1558–1564 był stałym posłem na dworze cesarza. W 1570 roku został mianowany koadiutorem biskupstwa warmińskiego zastępując kardynała Stanisława Hozjusza.
W 1579 roku został biskupem diecezji warmińskiej, na jego zlecenie wykonane zostały pierwsze mapy Warmii. W dniu 18 marca 1583 roku zatwierdził pierwszą regułę Zgromadzeniu św. Katarzyny w Braniewie, którego założycielką była bł. Regina Protmann. Powiększył zbiory biblioteki biskupiej, m.in. o rękopis Galla Anonima, ufundował też epitafium Mikołajowi Kopernikowi.

## Dzieła

### Po łacinie
- Musicae elementa (Kraków, 1532, wyd. Hieronim Wietor) – traktat dedykowany Mikołajowi Lutomirskiemu, do naszych czasów dotrwał tylko początek fragmentu De plana musica liber prior
- De musica figurata liber posterior (Kraków, 1534, 1539 także u Wietora), razem z Opusculum musices noviter congestum Sebastiana z Felsztyna.
- Martini Cromeri Sermo de tuenda dignitate sacerdotii, Petricoviae in Synodo habitus, Kraków 1542
- De origine et rebus gestis Polonorum libri XXX (O pochodzeniu i czynach Polaków ksiąg trzydzieści, znane także jako O sprawach, dziejach i wszystkich innych potocznościach koronnych polskich, przekład polski w 1611) wydana po raz pierwszy w 1555 roku w Bazylei
- Polonia sive de situ, populis, moribus, magistratibus et re publica regni Polonici libri duo (znane jako Opis Polski albo Polska, przekład polski Polska, czyli o położeniu, obyczajach, urzędach Rzeczypospolitej Królestwa Polskiego Władysława Syrokomli w 1853) – pierwsze autoryzowane wydanie w 1577 roku
- Catecheses sive Institutiones duodecim de septem Sacramentis & sacrificio Missae & de funebribus exequiis: ad utilitatem parochorum & aliorum Sacerdotum, in Polonicam Germanicamque linguam conversae, Kraków 1570
- Oratio Martini Cromeri in funere optimi & maximi principis, Sigismundi, eius nominis primi Polonorum, Lituanorum, Russorum, Prussorum, & Masoviorum Regis etc., Kraków 1548

### Po polsku
- Rozmowy Dworzanina z Mnichem, wydana 1551–1554
- Historyja prawdziwa o przygodzie żałosnej książęcia finlandzkiego Jana i królewny polskiej Katarzyny – fabularyzowana historia Jana Wazy i Katarzyny Jagiellonki (rodziców Zygmunta III Wazy), wydana anonimowo w 1570 roku (Marcin Kromer: Historyja prawdziwa o przygodzie żałosnej książęcia finlandzkiego Jana i królewny polskiej Katarzyny, oprac. Janusz Małłek, Pojezierze,  Olsztyn 1983, ISBN 83-7002-118-2)